# McDonnell Douglas MD–80
A McDonnell Douglas MD–80 a Boeing gyárral összolvadt McDonnell Douglas repülőgépgyártó vállalat kéthajtóműves, egyfolyosós utasszállító repülőgépe, amelyet a McDonnell Douglas DC–9-es típusból fejlesztettek ki annak modernebb változataként.
Első repülését 1979. október 25.-én hajtotta végre, menetrend szerinti forgalomba 1980-ban állították, elsőként az Austrian Airlines és a Swissair színeiben. Ennek a változatnak a továbbfejlesztését, az MD–90-est 1989-ben, a Boeing 717-est pedig 1998-ban. Az 1191 legyártott MD–80-asból ma még 1064 áll szolgálatban, 353 darab az American Airlinesnál, 120 darab a Delta Air Linesnál, 75 darab az Alitaliánál, 47 darab a Scandinavian Airlines Systemnél, 36 darab a Spanairnél, 32 darab az Iberiánál, 36 darab az Alaska Airlinesnál, 24 az Allegiant Airnél, 23 darab a China Southern Airlinesnál és 21 a Japan Airlinesnál.
2006. május 23.-án adták át az utolsó két Boeing 717-est az amerikai AirTran Airwaysnek és a Midwest Airlinesnak ezzel befejeződött a DC–9-es 41 éves gyártási korszaka.

## Adatok
|                          | MD–81                                                   | MD–82/–88                                               | MD–83                                                   | MD–87                                                   |
| ------------------------ | ------------------------------------------------------- | ------------------------------------------------------- | ------------------------------------------------------- | ------------------------------------------------------- |
| Utasférőhely             | 2 osztályos elrendezés: 155 1 osztályos elrendezés: 172 | 2 osztályos elrendezés: 152 1 osztályos elrendezés: 172 | 2 osztályos elrendezés: 155 1 osztályos elrendezés: 172 | 2 osztályos elrendezés: 130 1 osztályos elrendezés: 139 |
| Csomagtér                | 35,5 m2                                                 | 35,5 m2                                                 | 28,75 m2                                                | 26,5 m2                                                 |
| Szárnyfesztáv            | 32,8 méter                                              | 32,8 méter                                              | 32,8 méter                                              | 32,8 méter                                              |
| Hossz                    | 45,1 méter                                              | 45,1 méter                                              | 45,1 méter                                              | 39,7 méter                                              |
| Magasság                 | 9,05 méter                                              | 9,05 méter                                              | 9,05 méter                                              | 9,3 méter                                               |
| Törzsátmérő              | 334,3 centiméter                                        | 334,3 centiméter                                        | 334,3 centiméter                                        | 334,3 centiméter                                        |
| Maximális leszállótömeg  | 58 061 kilogramm                                        | 58 967 kilogramm                                        | 63 276 kilogramm                                        | 58 060 kilogramm                                        |
| Maximális felszállótömeg | 63 504 kilogramm                                        | 67 812 kilogramm                                        | 72 575 kilogramm                                        | 63 503 kilogramm                                        |
| Szerkezeti tömeg         | 35 330 kilogramm                                        | 35 369 kilogramm                                        | 36 145 kilogramm                                        | 33 237 kilogramm                                        |
| Tüzelőanyag mennyisége   | 22 129 liter                                            | 22 129 liter                                            | 26 426 liter                                            | 22 126 liter                                            |
| Hajtómű                  | Pratt & Whitney JT8D–209                                | Pratt & Whitney JT8D–217A/C                             | Pratt & Whitney JT8D–219                                | Pratt & Whitney JT8D–217C                               |
| Tolóerő                  | 82,29 kilonewton                                        | 88,96 kilonewton                                        | 93,41 kilonewton                                        | 88,96 kilonewton                                        |
| Hatótávolság             | 2897 kilométer                                          | 3798 kilométer                                          | 4635 kilométer                                          | 4395 kilométer                                          |
| Utazósebesség            | 811 kilométer/óra                                       | 811 kilométer/óra                                       | 811 kilométer/óra                                       | 811 kilométer/óra                                       |